# Kessleralm
Die Kessleralm (auch: Keßleralm) ist eine Alm an den nördlichen Ausläufern der Reiter Alm auf dem Gebiet der Gemeinde Schneizlreuth.

## Bauten
Auf der Kessleralm befindet sich noch eine Almhütte, die jedoch nicht mehr landwirtschaftlich genutzt wird.

## Heutige Nutzung
Die Kessleralm ist aufgelassen und wird auch nicht bewirtet.

## Lage
Die Kessleralm liegt an den nördlichen Ausläufern der Reiter Alm zwischen Achhorn und Persilkopf und südlich des namensgebenden Kesslerhörndls. Südlich der Alm befindet sich die Aschauer Klause, östlich die Aschauer Klamm. Die Schwaigeralm schließt östlich direkt an die Kessleralm an.
Die Landesgrenze zu Österreich verläuft durch das Almgebiet.